# یک، دو، سه، چهار، پنج
«یک، دو، سه، چهار، پنج» (به انگلیسی: One, two, three, four, five) یک شعر کودکانه به زبان انگلیسی در سبک بازی شمارشی است.

## متن اصلی ترانه
۱, ۲, ۳, ۴, ۵, Once I Caught a Fish Alive

One, two, three, four, five,

Once I caught a fish alive,

Six, seven, eight, nine, ten,

Then I let it go again.

Why did you let it go?

Because it bit my finger so.

Which finger did it bite?

This little finger on my right.

## ترجمه متن ترانه
نسخه‌های مدرن متداول عبارتند از:
یک دو سه چهار پنج،
من گرفتم یک ماهی زنده،
شش هفت هشت نه ده،
ولش کردم دوباره.
چرا ولش کردی تو؟
چون انگشتمو گاز گرفت.
کدوم انگشتتو گاز گرفت؟
این انگشت دست راستمو.

## نسخه اصلی و معنا
این شعر یکی از شعرهای شمارشی است. برای اولین بار در آهنگ مادر غاز در ۱۷۶۵ سروده شد. مانند بسیاری از نسخه‌ها اواخر قرن نوزدهم ثبت شد. نسخه اصلی تنها بند اول شعر است، و شعر مربوط به گرفتن خرگوش است و هیچ ماهی در آن نیست. شعر:
یک، دو، سه، چهار و پنج،
من یک خرگوش زنده گرفتم؛
شش، هفت، هشت، نه و ده،
من دوباره ولش کردم.
نسخه مدرن با سه تغییر توسط هنری بولتون در ۱۸۸۰ در آمریکا مشتق شده است.
این آهنگ در برنامه تلویزیونی کودکان بارنی و دوستان خوانده شد.